# Enric Moreu-Rey
Enric Moreu-Rey (San Andrés de Palomar, 1917-Barcelona, 1992), de padre español y madre francesa, fue un filólogo y escritor, doctorado en Letras, fundador en 1980 de la Sociedad de Onomástica, la Secretaría General de la cual ostentó hasta su muerte. Además de ejercer de profesor en la Universidad de Barcelona, es conocido principalmente por sus obras de divulgación sobre onomástica (toponimia y antroponimia, principalmente), la enseñanza de la lengua francesa y otros temas, con alguna incursión en el mundo de la pura creación literaria. 
Fue también agregado de prensa del Consulado de Francia en Barcelona, subveguer (segundo corregidor) de Andorra y corresponsal de la agencia France-Presse. En el año 1990 recibió el galardón Creu de Sant Jordi.

## Obra
- El naixement del metre (1956)
- El pro i el contra dels Borja (1958)
- Els immigrants francesos a Barcelona (segles XVI a XVIII), Institut d'Estudis Catalans (1959)[2]
- La rodalia de Caldes de Montbui: repertori històric de noms de lloc i de persona (1962)
- Caldes de Montbui, capital degana del Vallés  (1964)
- Els noms de lloc: introducció a la toponímia (1965)
- Revolució a Barcelona el 1789, Institut d'Estudis Catalans (1967)[3]
- Processats milvuitcentistes (1974)
- Toponímia urbana i onomàstica vària (1974)
- Toponímia catalana: assaig de bibliografia, Edicions Universitat Barcelona (1974)[4] ISBN 9788460066170
- Grafia d'articles fossilitzats en topònims (1978)
- Els treballs històrics de Mn. Josep Mas Domènech (1980)
- Renoms, motius, malnoms i noms de casa (1981)
- Els nostres noms de lloc (1982)
- Toponímia antiga i moderna del Pla de Barcelona (1982)
- Poesies (1984)
- El Joc del contrapet (1987)
- Antroponímia: història dels nostres prenoms, cognoms i renoms (1993)[5] ISBN 9788447502141